# Kim Sung-Min
Kim Sung-Min (en coreano: 김성민; 29 de junio de 1987) es un deportista surcoreano que compite en judo.
Ganó una medalla en el Campeonato Mundial de Judo de 2011, y seis medallas en el Campeonato Asiático de Judo entre los años 2008 y 2021. En los Juegos Asiáticos consiguió dos medallas en los años 2014 y 2018.

## Palmarés internacional
| Campeonato Mundial  | Campeonato Mundial      | Campeonato Mundial | Campeonato Mundial |
| Año                 | Lugar                   | Medalla            | Categoría          |
| ------------------- | ----------------------- | ------------------ | ------------------ |
| 2011                | París (Francia)         | Medalla de bronce  | +100 kg            |
| Juegos Asiáticos    |                         |                    |                    |
| Año                 | Lugar                   | Medalla            | Categoría          |
| 2014                | Incheon (Corea del Sur) | Medalla de bronce  | +100 kg            |
| 2018                | Yakarta (Indonesia)     | Medalla de oro     | +100 kg            |
| Campeonato Asiático |                         |                    |                    |
| Año                 | Lugar                   | Medalla            | Categoría          |
| 2008                | Jeju (Corea del Sur)    | Medalla de oro     | Abierta            |
| 2011                | Abu Dabi (EAU)          | Medalla de plata   | +100 kg            |
| 2012                | Taskent (Uzbekistán)    | Medalla de bronce  | +100 kg            |
| 2017                | Hong Kong (China)       | Medalla de oro     | +100 kg            |
| 2019                | Fujairah (EAU)          | Medalla de oro     | +100 kg            |
| 2021                | Biskek (Kirguistán)     | Medalla de bronce  | +100 kg            |